# Левина, Роза Евгеньевна
Роза Евгеньевна Левина (1908—1989) — советский педагог, психолог.

## Биография
Родилась 25 февраля 1908 г.
В 1927 г. поступила во 2-й МГУ (ныне МПГУ) на педагогический факультет. Посещала психологический кружок Л. С. Выготского, в котором участвовали Л. И. Божович, А. В. Запорожец, Н. Г. Морозова, Л. С. Славина.
Начала изучать детскую речь под руководством Л. С. Выготского. В 1931 году стала работать в Экспериментальном Дефектологическом Институте, (ЭДИ) (впоследствии переименованном в Научно-исследовательский институт дефектологии АПН РСФСР).
С 1931 по 1948 год заведовала Клиникой речи этого института. В 1941 г. защитила кандидатскую диссертацию «Исследование алексии и аграфии в детском возрасте». Эта работа внесла радикальные перемены в интерпретацию причин и патогенеза нарушений письменной речи.
Во время Великой Отечественной войны работала в военном госпитале в Уфе, занималась восстановлением речи больных с черепно-мозговыми травмами.
С 1948 года в течение многих лет Р. Е. Левина руководила отделом логопедии НИИ дефектологии. В 1961 г. защитила докторскую диссертацию в форме монографии «Нарушение письма у детей с недоразвитием речи».
До конца жизни работала в НИИ дефектологии АПН РСФСР (с 1967 г. — АПН СССР).
Умерла в Москве в 1989 г.

## Вклад в развитие отечественной логопедии
Самым крупным достижением Р. Е. Левиной является построение концепции общего недоразвития речи.
Ею разработана классификация общего недоразвития речи и раскрыты пути его преодоления.
Нарушения речи в данной классификации подразделяются на две группы: первая касается нарушений средств общения, вторая — нарушения в использовании средств общения. Первая в свою очередь делится ещё на две разновидности. 1. Фонетико-фонематическое недоразвитие речи. Оно рассматривает нарушения процесса становления произношения. 2. Общее недоразвитие речи. Представляют собой всевозможные тяжелые речевые расстройства, при которых нарушено становление компонентов речевой системы.
Р. Е. Левина исследовала неуспеваемость младших школьников. Под руководством Р. Е. Левиной проведены фундаментальные исследования, которые определили дальнейшее развитие отечественной логопедии.
Ею разработаны методы своевременного распознавания возможных проблем в готовности ребёнка к обучению и пути их устранения. Она отмечала, что для построения педагогической классификации нарушений речи необходимо учитывать как состояние речевых средств, так и свойства речевого поведения. В результате исследований Р. Е. Левиной и её сотрудников в логопедии появилось понимание речевой деятельности как сложного единства, составные части которого зависят одна от другой и обуславливают друг друга. Были разработаны методики преодоления речевых нарушений, составляющие главное содержание логопедии.
Р. Е. Левина обосновала новый подход к организации системы коррекционной работы по преодолению речевых нарушений на основе выделения дифференцирующих признаков речевого дефекта.
Р. Е. Левина принадлежит к научной школе Л. С. Выготского к которой принадлежат (Р. М. Боскис, Т. А. Власова [, Л.В. Занков, А. Р. Лурия, Н. Г. Морозова, М. С. Певзнер, И. М. Соловьёв, Ж. И. Шиф.). На протяжении всей своей жизни она развивала идеи Л. С. Выготского. Наряду с М. Е. Хватцевым Р. Е. Левину можно назвать основоположником советской логопедии как самостоятельной науки.

### Избранные публикации
- Фотоархив. Избранные научные труды Р. Е. Левиной
- Левина Р. Е. К психологии детской речи в патологических случаях (автономная детская речь). Москва, 1936 (img (недоступная ссылка), img-2 (недоступная ссылка))
- Левина Р. Е. Влияние недоразвития речи на усвоение письма //Специальная школа. 1963. № 1. С.62-66.
- Левина Р. Е. Воспитание правильной речи у детей. М., 1958.
- Левина Р. Е. Воспоминания о Л. С. Выготском /Р. Е. Левина, Н. Г. Морозова //Дефектология. 1984. № 5. С.81-86.
- Левина Р. Е. Нарушение письма у детей с недоразвитием речи: дис. в форме монографии … д-р пед. н. /НИИД АПН РСФСР. М., 1961.
- Левина Р. Е. Нарушения слоговой структуры слова у детей //Специальная школа. 1959. № 4.
- Левина Р. Е. О генезисе нарушений письма у детей с общим недоразвитием речи //Вопросы логопедии. 1959.
- Левина Р. Е. О нарушениях письма у учащихся массовой школы //Воспитание и обучение детей с нарушениями развития. 2009. № 5. С.64-69.
- Левина Р. Е. О путях разработки вопроса о предупреждении в логопедии //Специальная школа. 1963. № 2. С.65-70.
- Левина Р. Е. Опыт изучения неговорящих детей (алаликов). М., 1951.
- Левина Р. Е. Педагогические вопросы патологии речи у детей //Специальная школа. 1967. № 2(122). С.121-130.
- Левина Р. Е. Разграничение аномалий речевого развития у детей //Дефектология. 1975. № 2. С.12-16.